# DAF 46
DAF 46 — небольшой семейный легковой автомобиль, выпускавшийся нидерландской компанией DAF в 1974—1976 годах. Пришёл на смену автомобилю DAF 44, хотя выпускался параллельно с ним. За всю историю производства произведено более 32 353 экземпляров.

## История
Первый автомобиль DAF 44 появился в ноябре 1944 года, хотя было объявлено, что производство будет параллельным. В феврале 1966 года было анонсировано снятие DAF 44 с производства в пользу Volvo 66 (ранее - DAF 66).

## Особенности
Микролитражный автомобиль малого класса DAF 46 имеет тканевые сиденья и ковры в салоне. Рычаг трансмиссии был полностью доработан вместе со светотехникой. На приборной панели были установлены дополнительные индикаторы. Задний мост взят от DAF 55.